# Christian Shephard
Christian Shephard fiktív szereplő a Lost – Eltűntek című televíziósorozatban.
Christian Shephard amerikai főorvos volt a St. Sebastian kórházban, ahol fia, Jack is dolgozott. Halálát túlzott alkoholfogyasztás okozta Ausztráliában. Jack utazott el Ausztráliába a holttestért. Az Oceanic 815-tel szerette volna hazaszállítani.
Halála után többször is feltűnt.
Az 1. évadban Jack látomásaként szerepelt, és elvezette őt a barlangokhoz, ahol friss vízhez jutottak a túlélők.
A 4. évadban Locke találkozott vele a kabinban, ahol Jacob hírnökének vallotta magát. A 4. évad fináléjában a Kahana felrobbanása előtt is megjelent Michael előtt.
Az 5. évadban, miután Locke lemászott a kerékhez, szintén megjelent, és megkérte, hogy áldozza fel magát. Jack pedig kórházában látta őt újra.
A 6. évadban Sun találkozott vele az elhagyott Dharma lakóházakban.
Később kiderült, hogy Christian szigeten levő megjelenései Jacob nemezisének művei, mivel az felvette Christian alakját.